# Охридська книжна школа
41°07′01″ пн. ш. 20°48′06″ сх. д. / 41.1169° пн. ш. 20.8017° сх. д.

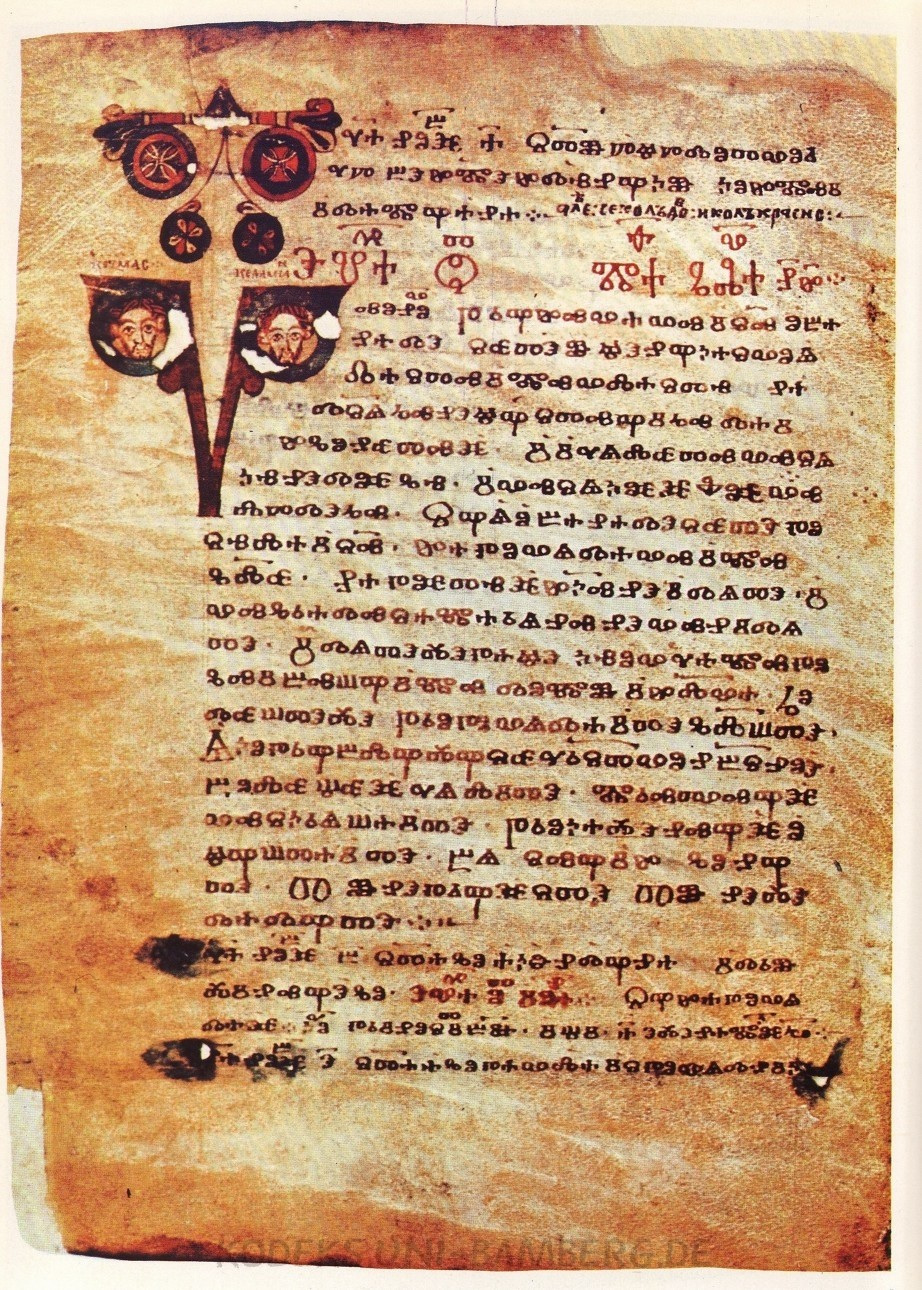
Одна з 158 сторінок Ассеманієве Євангеліє (Codex Assemanianus) — найдавніше письмове джерело старослов'янською мовою, написане глаголицею. Вважається, що пергамент був створений писарями Охридської школи. Придбаний віце-префектом Ватиканської бібліотеки Йосипом Ассемані 1736 року в грецькому монастирі Єрусалима. Датується кінцем 10 — початком 11 століття. У кодексі згадуються Кирило та Мефодій, а також Климент Охридський.

Охридська книжна школа — один з найдавніших культурних центрів древньої Болгарії. Заснована 886  року в Охриді Климентом Охридським за вказівкою Бориса I (сучасне місто Охрид розташоване в Республіці Македонія). З 9 століття в школі використовувався новостворений слов'янський алфавіт — кирилиця, однак до 12 століття застосовувалась і глаголиця. 
В 893 - 910 роках школу очолював Святий Наум.
Під керівництвом Климента та Наума в школі пройшли навчання близько 3500 майбутніх викладачів та священиків. Школи залишалася помітною центром південнослов'янської культури до 12 століття, а остаточно втратила значення лише 1767 року, коли оттоманський султан та Константинопольський патріарх скасували Охридське архієпископство.
Справа, розпочата Костянтином і Мефодієм, була все-таки продовжена його учнями. Климент, Наум і Ангелларій оселилися в Болгарії та з'явилися основоположниками болгарської літератури. Православний князь Борис-Михаїл надавав підтримку учням Мефодія. Новий центр слов'янської писемності виникає в Охриді (територія сучасної Македонії). Охридська школа книжності глаголична. Протягом X-XI століть нова азбука кирилиця поширюється на території Сербії та Київської Русі, глаголиця ж, не отримавши підтримки в західнослов'янських землях, поступово забувається і замінюється латиницею.

## Дивись також
- Преславська книжна школа